# Type 68 (fusil d'assaut)

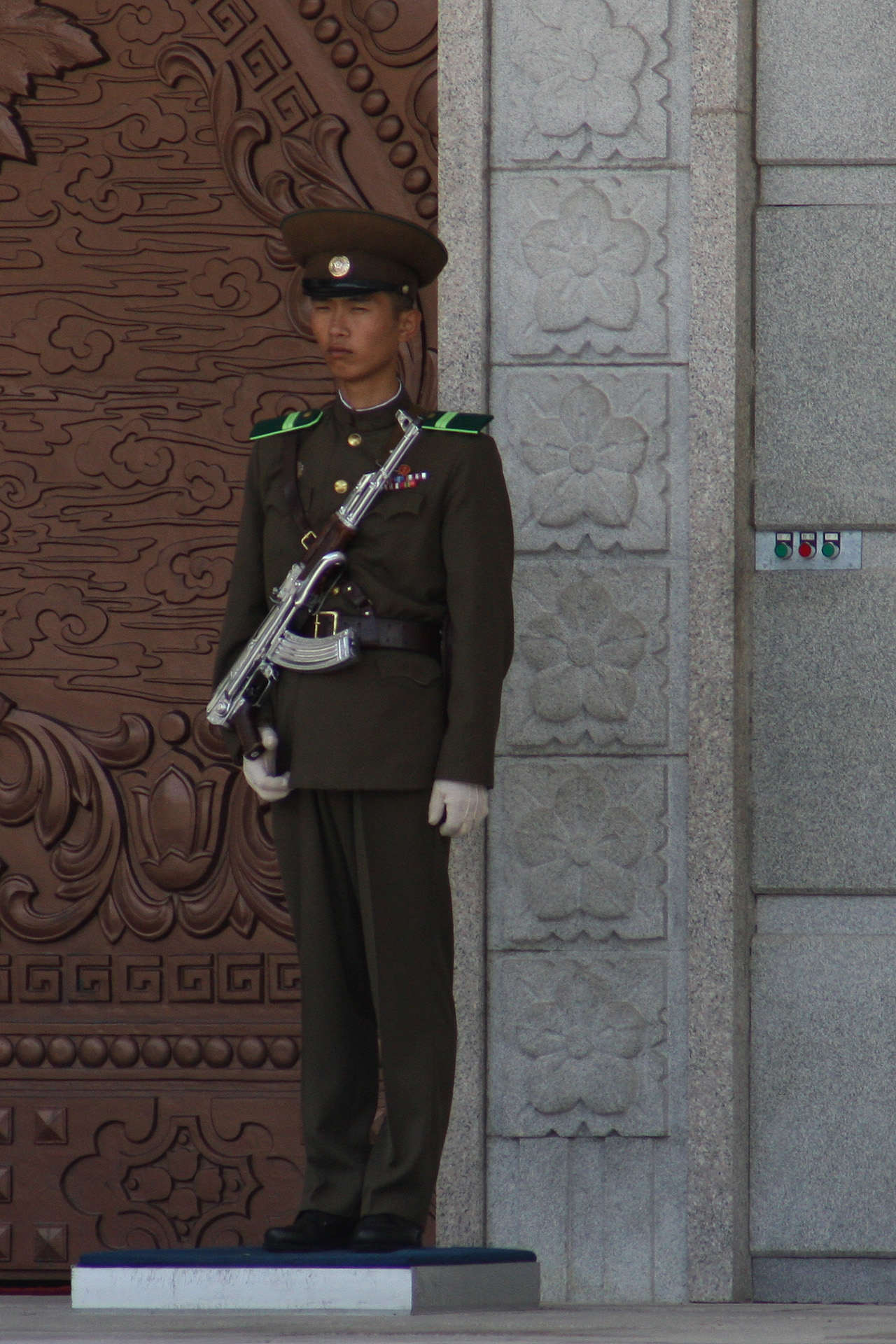
Sentinelle nord-coréenne en 2005 montant la garde avec un Type 68 (avec finition chromée).

Le fusil d'assaut Type 68 est la version nord-coréenne de l'AKM soviétique. Il est souvent confondu avec le fusil type 68 chinois (dérivé lui de la SKS-45).

## Technique

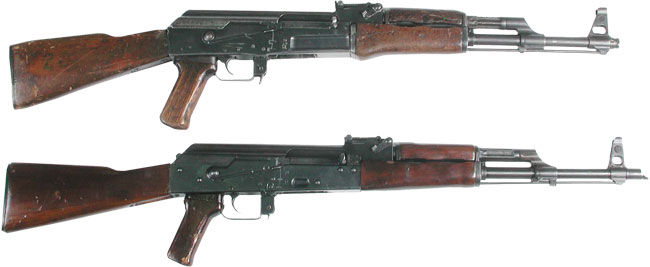
Les deux principales Kalachnikov nord-coréennes. De haut en bas : la Type 58 (basé sur l'AK-47) et la Type 68 (dérivée de l'AKM).

Tout comme le fusil Type 58, ce fusil tire la cartouche de 7,62 mm M43 soviétique. Sa monture est en bois de catalpa. Il utilise un chargeur courbe de 30 cartouches. Il fonctionne grâce à un système d’emprunt des gaz et est muni d'un boîtier en tôle emboutie semblable à celui de l'AKM mais contrairement à son modèle soviétique n'a pas de limiteur de cadence de tir.

## Variante pour les parachutistes
Dénommée Type 68-1 ou 68B  : il s'agit d'un dérivé de l'AKMS qui dispose d'une crosse rabattable. Mais celle-ci se reconnait par les branches percées afin d'alléger le fusil d'assaut.

## Fiche technique du Type 68 nord-coréen
- Production : 1969-1998 par les Arsenaux nord-coréens avant d'être exportée
- Munition : 7,62 mm M43
- Longueur
  - totale : 880 mm  (Type 68-1 avec crosse repliée : 640 mm)
  - Canon : 414 mm
- Masse
  - avec chargeur vide : 3 300 g (Type 68-1 à crosse pliante : 3 000 g)
  - en ordre de combat : 4 100 g (Type 68-1 à crosse pliante : 3 900 g)
- Chargeur(s) : 30/75 cartouches (chargeur du F-M TUL-1)
- Cadence de tir : 600 coups/min

## Diffusion
Le FA Type 68 fut produit à partir de 1969 pour équiper l'Armée nord-coréenne avant d'être exportée vers les pays suivants : Cambodge ; Iran ; Laos ; Liban ; Nicaragua ; Togo ; Nord Vietnam ; Vietnam (Vietcongs puis militaires après 1975). Ainsi l'AKM nord-coréen servit durant la Guerre du Viêtnam (1955-1975), la Guerre civile laotienne (1953-1975), la 1re et 2e Guerre civile cambodgienne (1970-1975 et 1978-1998), la Guerre viêtnamo-cambodgienne (1977-1989), la Guerre Irak-Iran (1980-1988) et la Révolution sandiniste (1961-1990). Résultat d'accords secrets datant de 1983 entre Malte  et la RPDC, le régime du Kim a livré des Carabines Type 63 mais aussi des Fusils Type 58 et surtout des FA Type 68 aux Forces armées de Malte. Enfin, la Corée du Nord a aidé des mouvements révolutionnaires dans plus de 62 pays dès 1953, parmi lesquels le Front Polisario, Janatha Vimukthi Peramuna, le Parti communiste thaïlandais, l'Organisation de libération de la Palestine (conséquence indirecte de la longue période de relation entre la Corée du Nord et la Libye) et le Corps des Gardiens de la révolution islamique en leur fournissant des fusils d'assaut Type 68.

## Sources
Cette notice est basée sur la lecture des revues suivantes :
- Cibles
- Action Guns
- Raids
- Gazette des armes
- Assaut